# Jean-Jules Bodin
Pour les articles homonymes, voir Bodin.
Jean-Jules Bodin, né le 9 juin 1805 à La Chartre-sur-le-Loir, dans la Sarthe, et mort le 31 décembre 1867, à Rennes, est agronome français et concepteur de machines agricoles. Il est le directeur de l'école d'agriculture des Trois-Croix de 1837, jusqu'à son décès. Il était membre correspondant de la société impériale et centrale d'agriculture. 

## Biographie

### Formation en agronomie à l'école de Grignon
Jean-Jules Bodin naît le 9 juin 1805 à Chartre dans la Sarthe. Fils de médecin, il oriente ses études vers la botanique et les sciences naturelles ; il participe dès 1830 aux débuts de l'école d'agriculture de Grignon, ayant surtout une connaissance des plantes médicinales. Jean-Jules Bodin est un des premiers élèves de l'École de Grignon, près de Paris,  dirigée par Auguste Bella. 

### Directeur de l'école d'agriculture des Troix-Croix
Il part enseigner en Ille-et-Vilaine à la suite d'un accord passé entre Pierre le Grand, recteur de l'académie de Rennes et Auguste Bella . En effet, c'est en 1831 que la première école normale est créée à Rennes ayant pour objectif d'instruire de futurs maitres, mais aussi de leur donner des bases en agriculture, car l'essentiel de la population départementale est une population agricole. Cependant, il n'y a pas de formation agricole en Ille et Vilaine à cette époque, donc le recteur contacte le directeur de l'école supérieure d'agriculture la plus réputée : celle de Grignon, pour recruter un enseignant formé aux sciences agricoles afin de diriger l'école d'agriculture mise en place en annexe de l'école normale.
Jules Bodin assure la direction de l'école pratique d'agriculture des Trois-Croix dès sa fondation et jusqu'à son décès. Cette école se place dans l'évolution de la formation agricole en ce temps. L'école demande le statut de « ferme école » à la suite de la loi sur l'enseignement agricole de 1848 mais le conseil général a ajourné la décision. Ainsi l'école conserve le nom d'école d'agriculture des Trois-Croix. Elle est ensuite réorganisée en école pratique d'agriculture.
Sous sa direction, plusieurs initiatives agricoles sont considérées comme des progrès : des récoltes de betteraves de 100 et 120 kg et des très grands rendements de colza. De plus, les procédés de l'agriculture intensive y sont pratiqués de façon expérimentale : labours profonds, cultures fourragères, cultures en billons, emploi du guano. Les cours sont donnés en complément de l'instruction des matières générales. Ils incluent un enseignement agricole pratique, quelques notions de sciences vétérinaires et les élèves prennent part à tous les travaux de l’exploitation (65 hectares de terre).

### Vie de famille
Peu avant son décès, son fils cadet, Eugène Albert Bodin (1843-1882), est nommé directeur adjoint de l'école d'agriculture. Puis, après son décès, c'est lui qui reprend la direction de l'école.
Et c'est Madame Huguette (Madame Jules Bodin) qui dirige le premier établissement féminin de l'enseignement public agricole français, l'école nationale d'agriculture pour jeunes filles, annexée à l'école des Troix-Croix.

### Rédacteur d'ouvrages pédagogiques
Jean Jules Bodin a rédigé des ouvrages pédagogiques pour les élèves de l'école d'agriculture dont il était le directeur. Puis certains de ces ouvrages ont servi à d'autres écoles d'agriculture qui étaient en constitution et n'étaient pas encore dotées de manuels scolaires.

#### Leçons d'agronomie
- Éléments d'agriculture, ou Leçons d'agriculture appliquées au département d'Ille-et-Vilaine, Rennes, impr. de A. Marteville, 1840, 178 p. (lire en ligne)[16],[17]

#### Manuels pour les écoles primaires
- Lectures et promenades agricoles pour les enfants des écoles primaires, Paris, Dezobry, E. Magdeleine et Cie, 1859, 156 p. (lire en ligne)
- Résumé d'agriculture pratique, par demandes et réponses, ou Questionnaire agricole pour les écoles primaires, Paris, Librairie Charles Delagrave, 1880, 176 p. (lire en ligne)
- Herbier agricole, ou Liste des plantes les plus communes, à l'usage des écoles d'agriculture et des écoles normales primaires, Paris, C. Delagrave, 1881, 151 p. (lire en ligne)

#### Ouvrages de machinisme agricole
- Instruments aratoires, Rennes, 1858
- Expériences faites avec la charrue Coetgreave, Paris, Librairie de la Maison rustique, 1861, 8 p., in-8o

### Concepteur et fabricant de machines agricoles

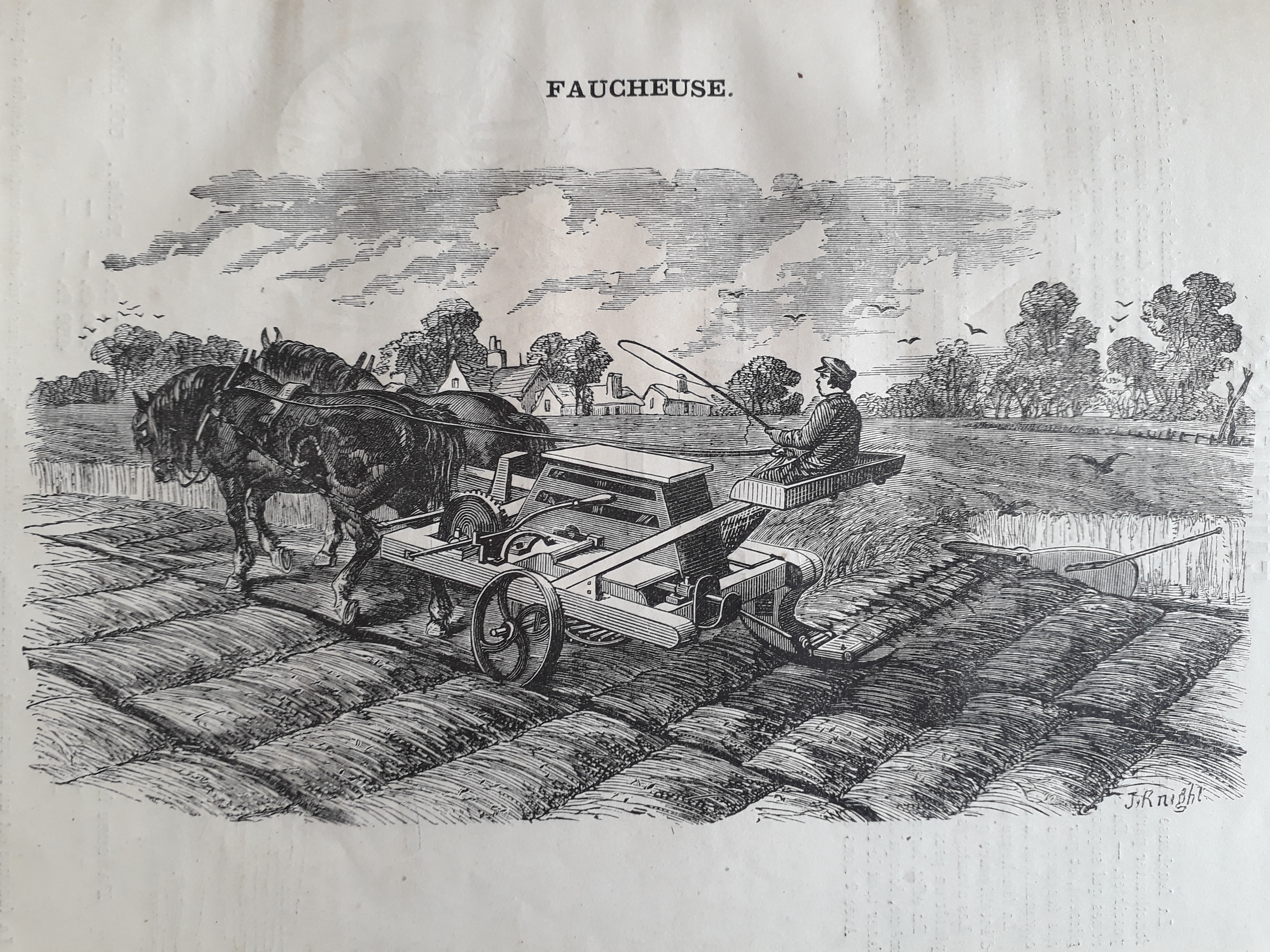
Exemple de machines produites dans la fabrique de J. et E. Bodin.

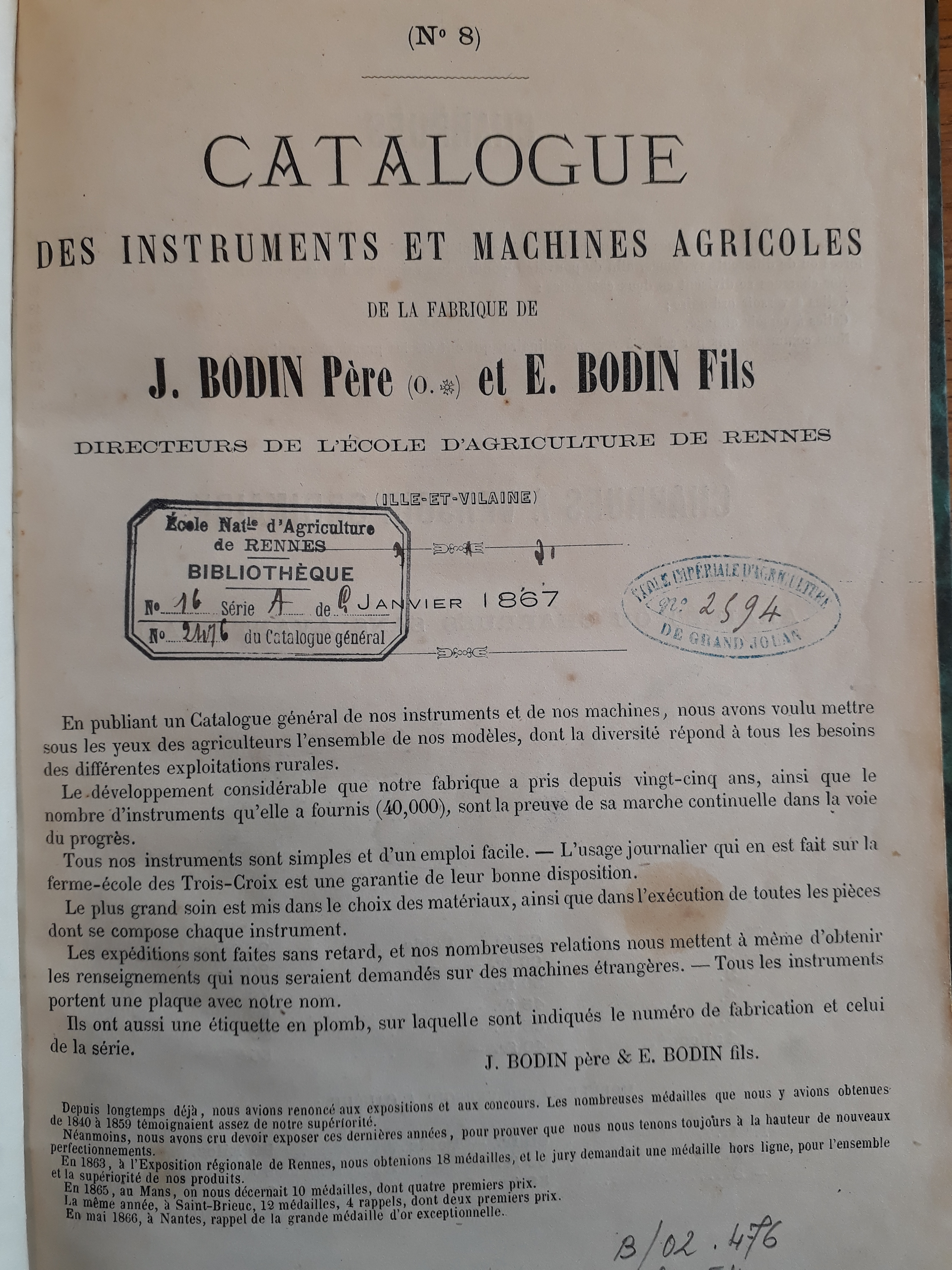
Couverture du catalogue de 1867.

Une fabrique d’instruments aratoires et de machines agricoles est annexée à l'exploitation. Au départ, Jean Jules Bodin travaille uniquement avec un forgeron et un menuisier pour fabriquer les premiers araires.
Cette fabrique eut une influence sur la modernisation de l'agriculture en Bretagne. L'engouement pour ses machines, lui fit développer également la construction de moulins et de machines à vapeur.
Jean-Jules Bodin a conçu et a produit des machines agricoles qu'il fit connaitre grâce à des catalogues largement diffusés, vendant ainsi 2 657 machines en 1857 et 20 000 pendant la décennie suivante.

### Récompense
- Officier de la Légion d'honneur. Il est nommé officier de la Légion d'honneur en 1866[20],[16].

### Mort
Jean-Jules Bodin meurt le 31 décembre 1867.